# Avezzano
Avezzano község (comune) Olaszország Abruzzo régiójában, L’Aquila megyében.

## Fekvése
A Fucino-fennsík déli részén, a megye központi részén fekszik. Határai: Aielli, Capistrello, Celano, Luco dei Marsi, Massa d’Albe, Ovindoli, Scurcola Marsicana és Trasacco.

## Története
Első említése 854-ből származik. A középkor során nápolyi nemesi családok birtoka volt. Önállóságát 1811-ben nyerte el, amikor a Nápolyi Királyságban felszámolták a feudalizmust. 1915. május 13-án egy erőteljes földrengés epicentruma volt, amely 29 000 emberéletet követelt és 120 000 embert hagyott fedél nélkül. 

## Népessége
A népesség számának alakulása:

## Főbb látnivalói
Látnivalóinak nagy része elpusztult az 1915-ös földrengés során. Az középkori épületek értékesebb romjait (szobrok, bejárati portálok, frízek stb.) a helyi múzeumban őrzik. A modern Avezzano fő látnivalói a San Bartolomeo-katedrális, San Rocco-templom és a Madonna del Passo della Santissima Trinità-templom.